# Tim Flavin
Tim Flavin (Houston, 13 gennaio 1959) è un attore e cantante statunitense.

## Biografia
È noto soprattutto come interprete di musical a Broadway e Londra, tra cui: The Most Happy Fella (Broadway, 1979), Happy New Year (Broadway, 1980), I pirati di Penzance (Broadway, 1981), Zorba (Broadway, 1983), On Your Toes (Londra, 1984; candidato al Laurence Olivier Award al miglior attore in un musical), Side By Side By Sondheim (Londra,), Kiss Me, Kate (Londra, 1987), Crazy For You (Londra, 1993; candidato al Laurence Olivier Award al miglior attore in un musical), Anything Goes (Londra, 1997), My One and Only (Londra, 2003; candidato al Laurence Olivier Award al miglior attore in un musical), Follies (Londra, 2007) e 42nd Street (Chicester, 2010; Leicester, 2011).